# سیارک ۱۳۱۸
سیارک ۱۳۱۸ (به انگلیسی: 1318 Nerina، نامگذاری:1934FG) هزار و سیصد و هجدهمین سیارک کشف شده‌است که در ۲۴ مارس ۱۹۳۴ کشف شد.
قدر مطلق سیارک برابر ۱۱٫۹۰ است.